# Кёниг, Роберт
Роберт Кёниг (Robert Koenig; 15 ноября 1828, Гданьск — 8 апреля 1900, Потсдам) — немецкий историк литературы.
Написал:
- «Zur Charakteristik der Frauenfrage» (1870),
- «Der fromme Krieg gegen Frankreich» (2-e изд. 1872),
- «Deutsches Frauenleben im deutschen Lied» (2-е изд. 1891),
- «Annette v. Droste-Hülshoff» (1883)
- и др.

Огромным успехом пользовалась его иллюстрированная «Deutsche Litteraturgeschichte» (24 изд. 1894).